# Uncifera thailandica
Uncifera thailandica är en orkidéart som beskrevs av Gunnar Seidenfaden och Tem Smitinand. Uncifera thailandica ingår i släktet Uncifera och familjen orkidéer. Inga underarter finns listade i Catalogue of Life.